# Os Mirins
Os Mirins, é um grupo de musica tradicional do estado brasileiro do Rio Grande do Sul, criado no ano de 1958 por Albino Manique e Francisco Castilhos.
Chico Castilhos (14 anos) e Albino Manique (12 anos) se apresentavam num concurso musical de uma igreja em São Francisco de Paula, no Rio Grande do Sul. Como a dupla não tinha nome ainda, o animador Jair Teixeira disse que iria apresentá-los como Dupla Mirim. Em 1977, Oscar Soares, mais conhecido como Oscarzinho, integra-se ao grupo.
(Fonte: Jornal Zero Hora - 16/05/1998 -)

## Etimologia
"Mirim" é um termo de origem tupi que significa "pequeno".

## História
Seus primeiros LPs foram "Barbaridade" e "Outra Barbaridade".
Em 1962 Chico se afasta da dupla e entra para o Grupo Os Araganos.
Em 63 entra para fazer parte da dupla o grande Antoninho Duarte. Gravam os LPs: Festa na Querência, Rodeio de Emoções, Máguas de Trovador e Dupla Mirim.
Em 71 Chico retorna dando o nome de Os Mirins e gravam os álbuns Os Mirins e Suas Canções Vol: 1, 2 e 3
Em 77 sai Antoninho e entra Oscar Soares.
Nos anos 1980 a música Baile de candieiro, uma das mais conhecidas do grupo, torna-se música tema de abertura do programa Galpão Crioulo. Nessa década também, são contratados pela gravadora acit.
No início da década de 1990, Oscarzinho deixa os Mirins para integrar o Grupo Som Campeiro juntamente com Beto Caetano.
Eram conhecidos por um dos poucos grupos que lançava um LP a cada ano e desde ai vieram vários, entre eles "Fandango dos Mirins", "Tchê de Bombacha", "Mate de Esperança" e "O Canto do Povo", que também saiu em CD.
Em 1997, comemoram 40 Anos de Carreira e lançam uma coletânea com três CDS, o primeiro traz regravações de grandes músicas, o segundo foi o CD daquele ano chamado "Meu Nome é Tchê!", e o terceiro é um CD instrumental de Albino Manique.
1999 faz com o que grupo passasse por reformulações, Chico Castilhos pausava suas funções de baixista pra virar apenas cantor e Leandro Ramos entra para acessorar e essa formação lança três CDS, "O Rio Grande Me Conhece", "De Todos os Tempos" e "Procurando Horizonte".
Em 2016 retorna ao grupo João Kerber, que já havia participado anteriormente entre 1990 e 1999, como vocalista.
Em 2023 Paulo Rocha integra o conjunto como cantor e gaita-ponto, já de passagens por grupos conhecidos como Grupo Reponte, Grupo Manotaço e Grupo Chimarrão.
Em 25 de Abril de 2024, Albino Manique vem a falecer, aos 80 anos vítima de um Câncer de Pulmão.
Vários veículos nas redes sociais já davam informações iniciais de seu falecimento, ainda com os amigos próximos e família informando que Albino ainda estava em observação. Quem deu a informação oficial de seu falecimento foi o repórter Giovanni Grizotti, da RBS.
Nos últimos anos, já veio a se afastar do conjunto assumindo uma parte da direção artística e fazendo algumas aparições, sendo uma das suas últimas sendo entrevistado no Podcast YouTchê, do cantor Daniel Vargas, sendo homenageado no mesmo dias depois.

## Membros da banda
Integrantes atuais
- Tonho Junior (Acordeon, voz solo e vocal)
- João Kerber (Voz Solo e vocal)
- Paulo Rocha (Voz Solo, Gaita-Ponto e vocal)
- Guilherme Otto Lopes (Bateria e voz)
- Adilson Rocha (Baixo, voz solo e vocal)
- Jorge Henrique (Guitarra e vocal)

Ex-Integrantes
- Albino Manique (Acordeon, voz solo e Vocal)
- Antoninho Duarte (Violão e voz solo)
- Francisco Castilhos (Baixo, voz solo e vocal)
- Carlos Adenir (Bateria)
- Pedro Neves (Voz Solo e vocal)
- Oscar Soares (Guitarra, voz solo e vocal)
- Lincon Ramos (Acordeão, voz solo e vocal)
- Rodrigo Pires (Gaita Ponto)
- Rodrigo Lucena (Acordeão, voz solo e vocal)
- Orlando Rocha (Gaita ponto)
- Humberto Machado (Zulú) (Acordeon)
- Leandro Ramos (Baixo, voz solo e vocal)
- Luis Carlos Borges da Luz "Kaito" (guitarra e voz)
- Clai Soares (acordeão)
- Juliano Santos (bateria)
- Paulinho Barcellos (guitarra e vocal)
- Ivo Soares (bateria)
- Rafael Feijó (bateria)
- Luciano Carvalho (voz solo, baixo e vocal)
- Vinicius Leite (guitarra)
- Maikel Fernando (vocal)
- Luciano Flores da Rosa "Tubarão" (guitarra e vocal)
- Maikel Ivan (guitarra e voz)
- Pedro dos Santos (voz solo e vocal)
- Kaco (bateria)
- Rafael Santos (bateria e voz)
- Erico Darci (acordeon)
- Galo Véio (primeiro baterista do grupo)
- Carlinhos Steiner (acordeon)
- Jota Vieira (bateria)
- Gabriel Rocha (bateria e voz)

## Discografia
Esses ainda quando eram chamados de Dupla Mirim
- 1961: Barbaridade!
- 1962: Outra Barbaridade
- 1963: Dupla Mirim
- 1964: Festa na Querência
- 1965: Rodeio de Emoções
- 1969: Máguas de Trovador
- 1970: Dupla Mirim

### Álbuns de estúdio
- 1972: Os Mirins e Suas Canções
- 1974: Os Mirins e Suas Canções Vol. 2
- 1975: Os Mirins e Suas Canções Vol. 3
- 1977: Pra Mais de Metro
- 1979: Imagens do Sul
- 1980: Vanerinha do Amor (relançamento de Imagens do Sul)
- 1981: Recanto da Natureza
- 1982: Roda de Chimarrão
- 1983: Postal Sul
- 1985: Bom de Dança
- 1986: 25 Anos
- 1987: Som Campeiro
- 1988: Fandango dos Mirins
- 1989: Dançando com Os Mirins
- 1991: Tchê de Bombacha
- 1993: Mate da Esperança
- 1994: O Canto do Povo
- 1996: Festa Campeira
- 1997: 40 Anos - 15 Grandes Sucessos Regravados
- 1997: Meu Nome é Tchê!
- 2000: O Rio Grande Me Conhece
- 2002: De Todos os Tempos
- 2003: Procurando Horizonte
- 2012: Campo Aberto
- 2016: Clareando o Dia

### Coletâneas
- 2003: Os 16 Grandes Sucessos de Os Mirins - Série +
- 2005: Série Duplo Pra Você - Meu Nome é Tchê! e O Rio Grande me Conhece"
- 2013: Tributo aos Mirins (sucessos do grupo interpretados por outros artistas)
- 2021: Isto é Os Mirins

## Prêmios e indicações

### Prêmio Açorianos
| Ano  | Categoria      | Indicação | Resultado |
| ---- | -------------- | --------- | --------- |
| 1999 | Grupo Regional | Os Mirins | Indicado  |